# ワイオミング (映画)
『ワイオミング』（The Mountain Men）は、1980年に公開されたアメリカ合衆国のアドベンチャー西部劇映画。監督はリチャード・ラング、出演はチャールトン・ヘストン、ブライアン・キースらである。脚本はヘストンの息子であるフレイザー・ヘストンが務めている。

## キャスト
| 役名               | 俳優                     | 日本語吹替                               |
| 役名               | 俳優                     | テレビ朝日版                             |
| ------------------ | ------------------------ | ---------------------------------------- |
| ビル・タイラー     | チャールトン・ヘストン   | 納谷悟朗                                 |
| ヘンリー・フラップ | ブライアン・キース       | 富田耕生                                 |
| ランニングムーン   | ヴィクトリア・ラチモ     | 幸田直子                                 |
| ヘビーイーグル     | スティーヴン・マクト     | 谷口節                                   |
| ワイエス           | ジョン・グローヴァー     | 野島昭生                                 |
| ラボン             | シーモア・カッセル       | 中庸助                                   |
| ウルフ             | デヴィッド・エイクロイド | 屋良有作                                 |
| オター             | キャル・ベリニー         | 千葉繁                                   |
| 不明 その他        |                          | 槐柳二 郷里大輔 杉田俊也 林優子 佐藤正治 |
|                    |                          |                                          |
| 演出               | 演出                     | 小林守夫                                 |
| 翻訳               | 翻訳                     | 木原たけし                               |
| 効果               | 効果                     | 赤塚不二夫                               |
| 調整               | 調整                     | 小野敦志                                 |
| 制作               | 制作                     | 東北新社                                 |
| 解説               | 解説                     | 淀川長治                                 |
| 初回放送           | 初回放送                 | 1985年12月8日 『日曜洋画劇場』           |